# 小行星4563
小行星4563（英語：4563 Kahnia）是一颗围绕太阳公转的小行星。1980年7月17日，愛德華·鮑威爾在可可尼诺县发现了此天体。
这颗小行星的绝对星等为228.6612711310544等。